# Badesi
Badesi ist eine Gemeinde in der Provinz Nord-Est Sardegna in der italienischen Region Sardinien mit 1838 Einwohnern (Stand 31. Dezember 2023).

## Geographie
Badesi liegt an einem Berghang über dem breiten Schwemmtal des Coghinas-Flusses, etwa 2 Kilometer vom Meer entfernt. Zum Ort gehört ein großer Teil des 14 Kilometer langen Sandstrandes, der die Schwemmebene vom Meer trennt.
Die Nachbargemeinden sind Trinità d’Agultu e Vignola, Valledoria und Viddalba.

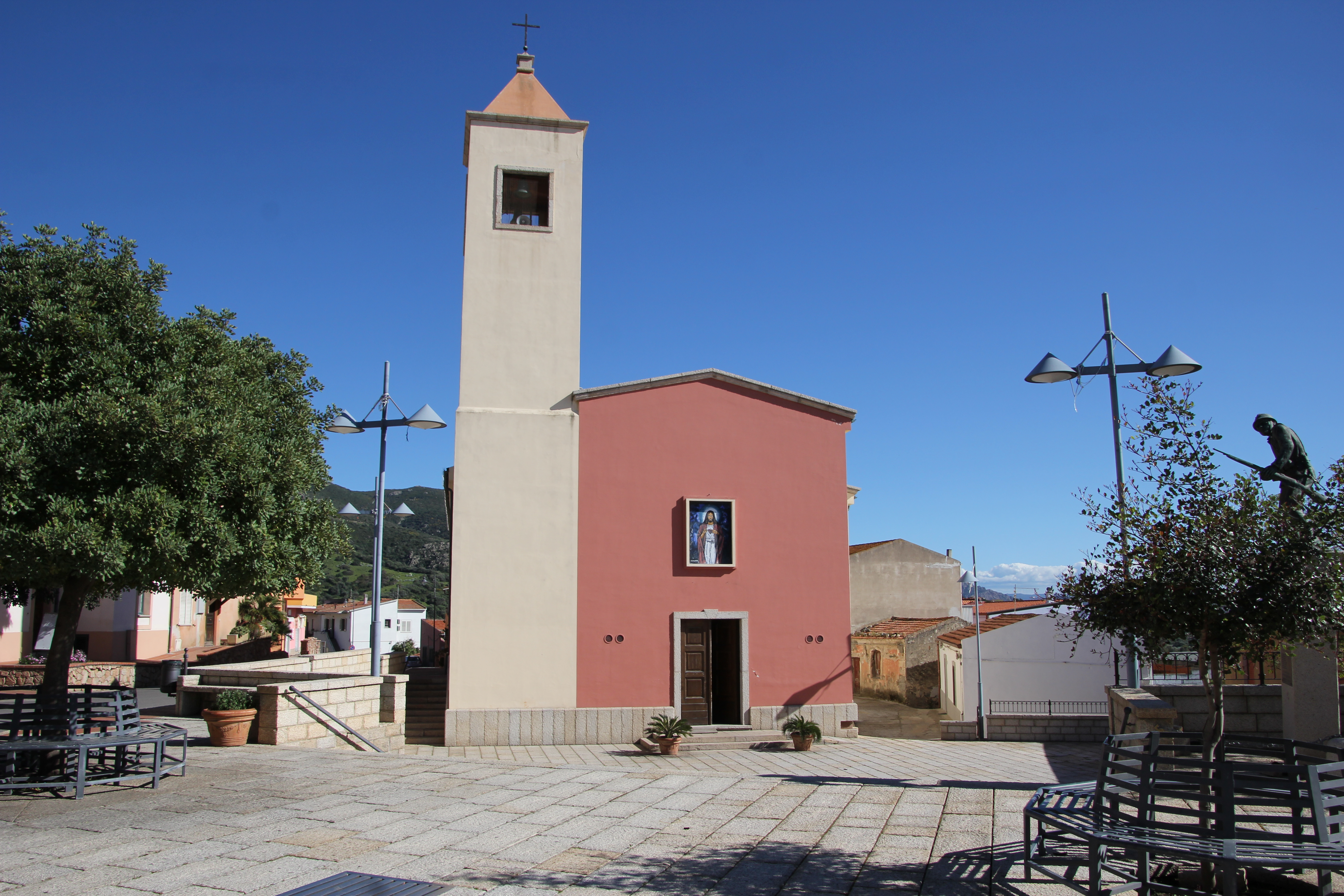
Heiligkreuzkirche (Sacro Cuore)
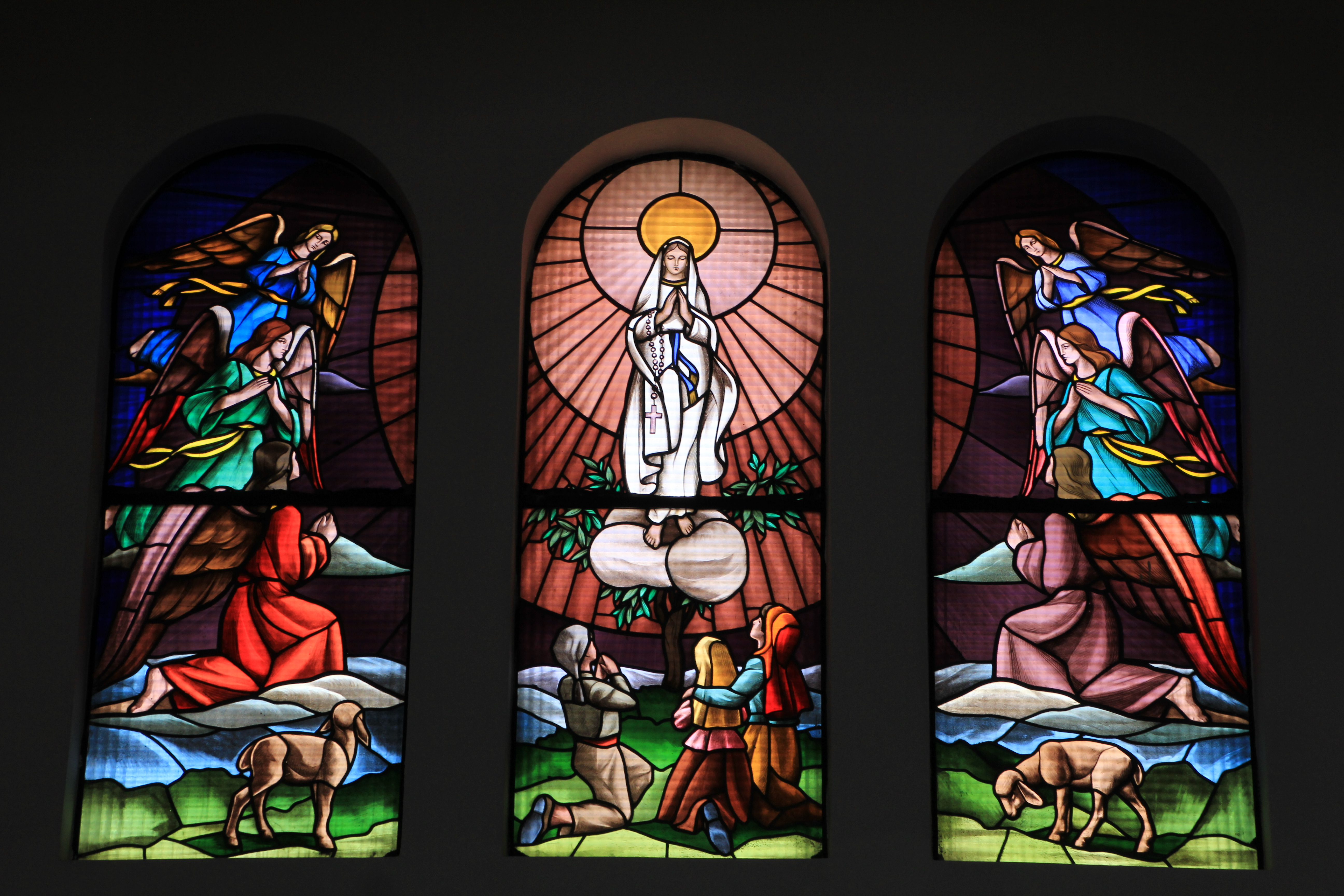
Fenster der Sacro Cuore
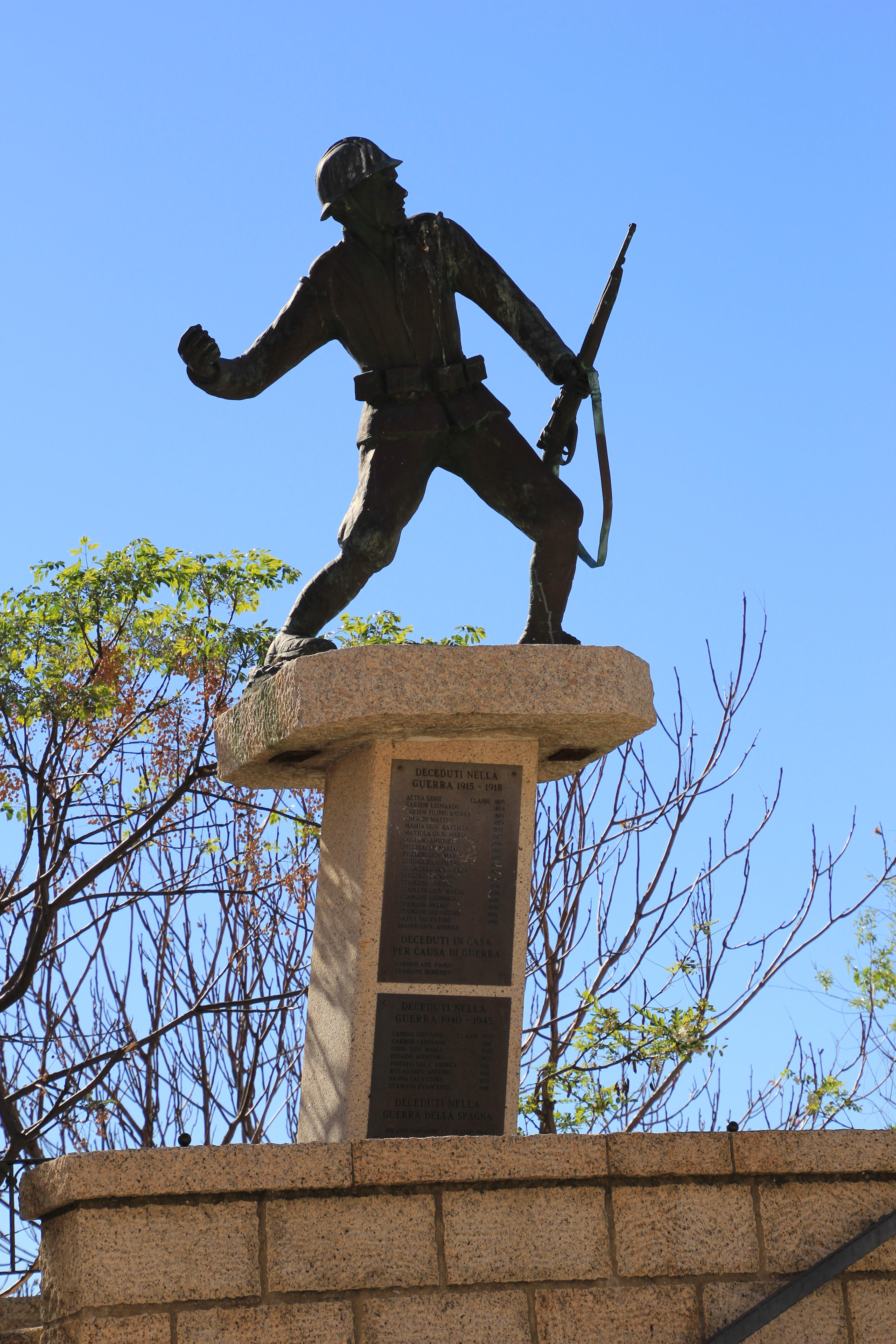
Kriegerdenkmal (Monumento ai Caduti)
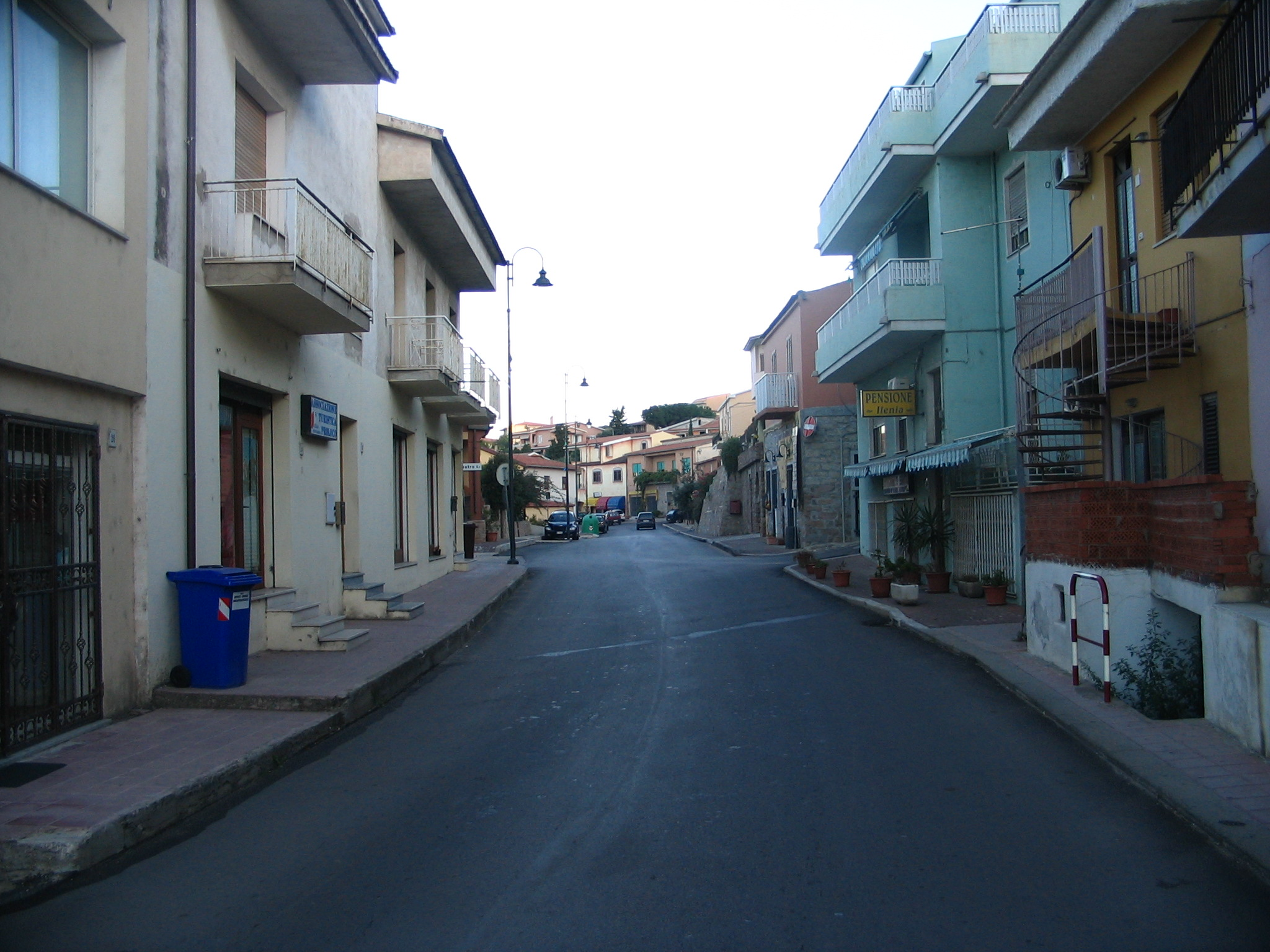
Hauptstraße von Badesi
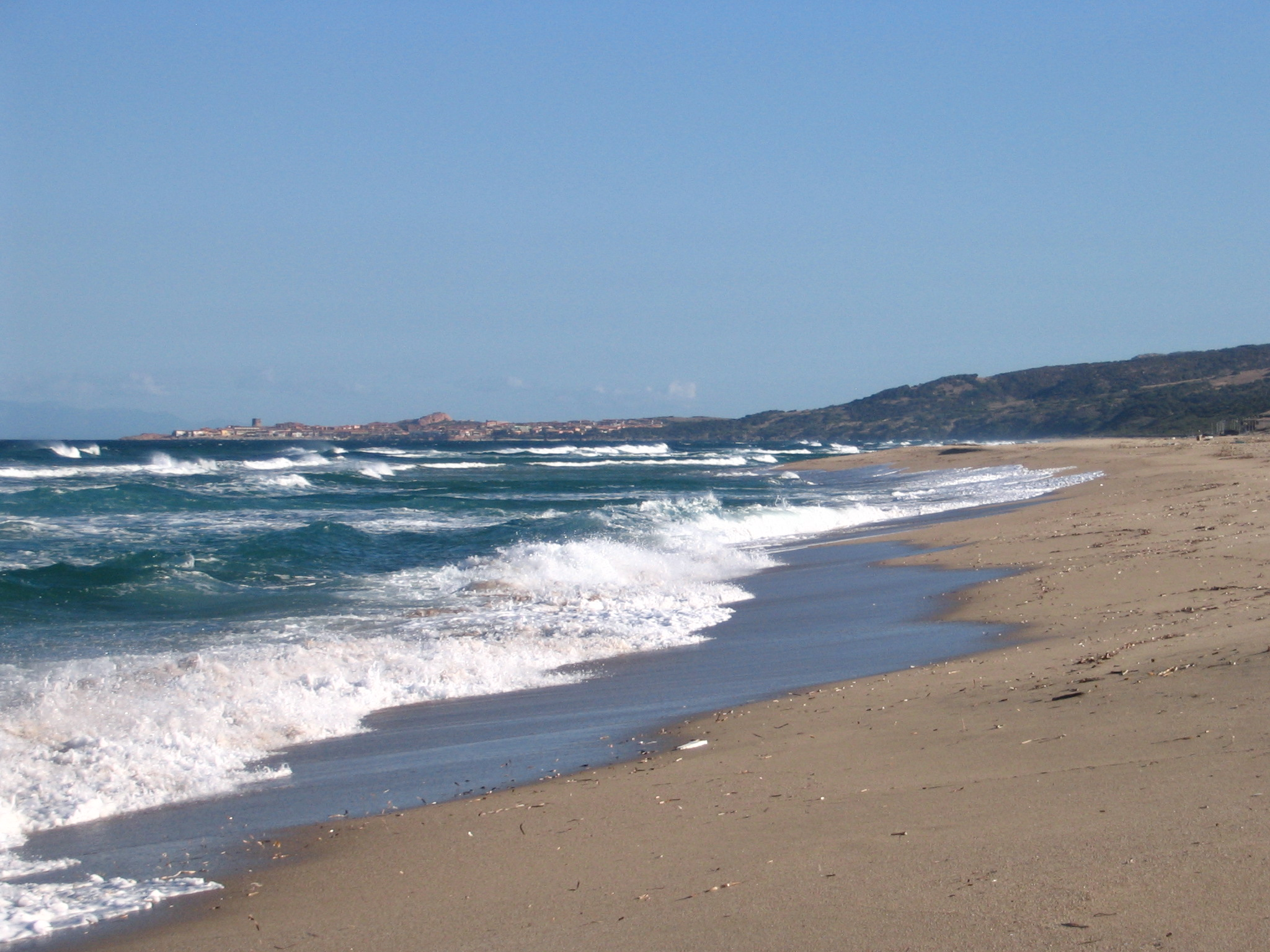
Der Strand von Badesi